# Municipio de Allegheny (condado de Venango)
El municipio de Allegheny (en inglés: Allegheny Township) es un municipio ubicado en el condado de Venango en el estado estadounidense de Pensilvania. En el año 2000 tenía una población de 281 habitantes y una densidad poblacional de 4 personas por km².

## Geografía
El municipio de Allegheny se encuentra ubicado en las coordenadas 41°35′00″N 79°31′59″O / 41.58333, -79.53306.

## Demografía
Según la Oficina del Censo en 2000 los ingresos medios por hogar en la localidad eran de $37,500 y los ingresos medios por familia eran $43,125. Los hombres tenían unos ingresos medios de $28,571 frente a los $24,063 para las mujeres. La renta per cápita para la localidad era de $15,646. Alrededor del 7,9% de la población estaban por debajo del umbral de pobreza.